# Nicola Maffei
Nicola Maffei (Barletta, 10 gennaio 1949) è un politico italiano, sindaco di Barletta dal 2006 al 2012.

## Biografia
Laureato in ingegneria meccanica, insegna educazione tecnica alle scuole medie ed esercita la libera professione.

### La vita di partito
Iscritto sin da giovane alla Democrazia Cristiana, nel 1994 aderisce al Partito Popolare Italiano di cui partecipa alla costituzione della sezione barlettana. Nel 2001 aderisce alla Margherita, che rappresenta nella direzione della nuova Provincia di Barletta-Andria-Trani. Successivamente aderisce al Partito Democratico nato il 14 ottobre 2007, attraverso le elezioni primarie per la scelta del segretario nazionale e dell'Assemblea Costituente. Maffei in quell'occasione sostiene la candidatura di Enrico Letta che, risulta sconfitto ottenendo solo 11,02% dei consensi, contro gli oltre 75,82% ottenuti da Walter Veltroni, candidato vincitore. Alle successive primarie per l'elezione del nuovo segretario il 25 ottobre 2009, sostiene la candidatura di Dario Franceschini che, risulta sconfitto ottenendo 36,95% dei consensi, contro il 55,13% ottenuti da Pier Luigi Bersani, candidato vincitore.

### La politica locale
Dal 1996 al 1997 ha ricoperto la carica di assessore alla Polizia municipale, Annona e Servizi. carica dalla quale si dimette in disaccordo con il sindaco.
Dal 1997 al 2002 è stato consigliere comunale, presiedendo le commissioni consiliari Istituzionale e Urbanistica.
Alle elezioni amministrative del 2002 candidato come consigliere, risulta non eletto nella lista del La Margherita che correva da sola.
Alle elezioni Provinciali del 2004 candidato come consigliere, risulta non eletto nella lista del La Margherita che correva con il centro sinistra.
Alle elezioni amministrative del 2006 è eletto sindaco di Barletta, per il centro-sinistra, ottenendo il 70,9% delle preferenze, percentuale inferiore, per via del voto disgiunto, a quella dalla coalizione.
Alle elezioni amministrative del 15 e 16 maggio 2011 è riconfermato sindaco, per il centro-sinistra, ottenendo il 55,62% delle preferenze, una percentuale inferiore, per via del voto disgiunto, a quella dalla coalizione. Perde oltre il 15% dei consensi rispetto al primo mandato.
A causa delle dimissioni contemporanee di 19 consiglieri comunali, l'Amministrazione guidata dal Sindaco Maffei è decaduta il 26 ottobre 2012,  dopo un anno e cinque mesi dall'inizio del suo secondo mandato.

### Le vicende giudiziarie
l'11 novembre 2009 La Procura della Repubblica di Trani lo ha iscritto nel registro degli indagati, per i reati di gestione e smaltimento illecito di rifiuti. A seguito dell'inchiesta sulla «spiaggia della Salute» di Barletta, sulla litoranea di Ponente, nella sua veste di ingegnere, progettista e direttore dei lavori, quando non era ancora sindaco di Barletta.
Il 22 novembre 2011 L'operato dell'amministrazione Maffei è stato posto al vaglio degli inquirenti. La Procura della Repubblica di Trani ha ordinato lo stop alla maxi lottizzazione di Montaltino, frazione di Barletta, in cui il consiglio comunale aveva dato il via libera alla realizzazione di 186 villette nell'agosto 2009. Ventiquattro le persone indagate, tra cui diversi funzionari e dirigenti comunali. Diversi i reati contestati tra cui la lottizzazione abusiva e l'abuso d'ufficio.
Il 24 dicembre 2011 La Procura della Repubblica di Trani lo ha iscritto nel registro degli indagati, per una presunta lottizzazione abusiva lungo la litoranea di Ponente a Barletta, nella sua veste di ingegnere, quando non era ancora primo cittadino di Barletta. Ci sarebbe la sua firma su alcune perizie. La lottizzazione sarebbe stata frutto di false attestazioni di funzionari pubblici e di perizie di parte non veritiere.